# 鷲敷グラウンド
鷲敷グラウンド（わじきグランド）は、徳島県那賀郡那賀町にある運動広場である。200mトラックがある。

## 基礎データ

### 概要
- 東南海・南海地震時に内閣府による消防と自衛隊の活動拠点に指定されている。

### 利用期間
- 6:00 - 22:00
- 定休日：特になし

### 利用料金
- 使用料必要

## 主な施設
- 200mトラック - 観覧スタンドあり
- 駐車場 - 乗用車30台

## 交通
- 徳島バス那賀町役場前停留所下車すぐ。